# Fenestrulina cornuta
Fenestrulina cornuta är en mossdjursart som först beskrevs av d'Orbigny 1841.  Fenestrulina cornuta ingår i släktet Fenestrulina och familjen Microporellidae. Inga underarter finns listade i Catalogue of Life.